# The Abominable Snowmen
A The Abominable Snowmen a Doctor Who sorozat harmincnyolcadik része, amit 1967. szeptember 30. és november 4. között vetítettek hat epizódban. Ebben a részben jelent meg először a Yeti (robot) és a Nagyhatalmú Létforma, aki később feltűnt a The Web of Fear, továbbá az A hóemberek, a Szent János harangjai és az A Doktor neve című részekben.

## Történet
A Tardis egy himalájai kolostorhoz érkezik. A Doktor 300 éve járt itt utoljára. A kolostort azonban most jetik ostromolják, sőt nagy meglepetésére, a Doktor régi láma barátját még életben találja. A láma teste nyilván idegen erők befolyása alá került...

## Epizódok listája
| Epizód száma | Bemutató napja       | Hossza | Nézők száma (millió) | Formátum                     |
| ------------ | -------------------- | ------ | -------------------- | ---------------------------- |
| 1            | 1967. szeptember 30. | 24:15  | 6,3                  | Csak képek és/vagy töredékek |
| 2            | 1967. október 7.     | 23:15  | 6                    | 16 mm t/r                    |
| 3            | 1967. október 14.    | 23:55  | 7,1                  | Csak képek és/vagy töredékek |
| 4            | 1967. október 21.    | 24:11  | 7,1                  | Csak képek és/vagy töredékek |
| 5            | 1967. október 28.    | 23:51  | 7,2                  | Csak képek és/vagy töredékek |
| 6            | 1967. november 4.    | 23:31  | 7,4                  | Csak képek és/vagy töredékek |

## Könyvkiadás
A könyvváltozatát 1974. november 21-én adta ki a Target könyvkiadó. Ez volt az első amit az előbb említett könyvkiadó adott ki.

## Otthoni kiadás
VHS-en a megmaradt második részt a Throughton Years kazettán adták ki 1991-ben.

### Fordítás
- Ez a szócikk részben vagy egészben  a   The Abominable Snowmen című angol Wikipédia-szócikk fordításán alapul.  Az eredeti cikk szerkesztőit annak laptörténete sorolja fel. Ez a jelzés csupán a megfogalmazás eredetét és a szerzői jogokat jelzi, nem szolgál a cikkben szereplő információk forrásmegjelöléseként.